# Port Louis (Ilhas Malvinas)

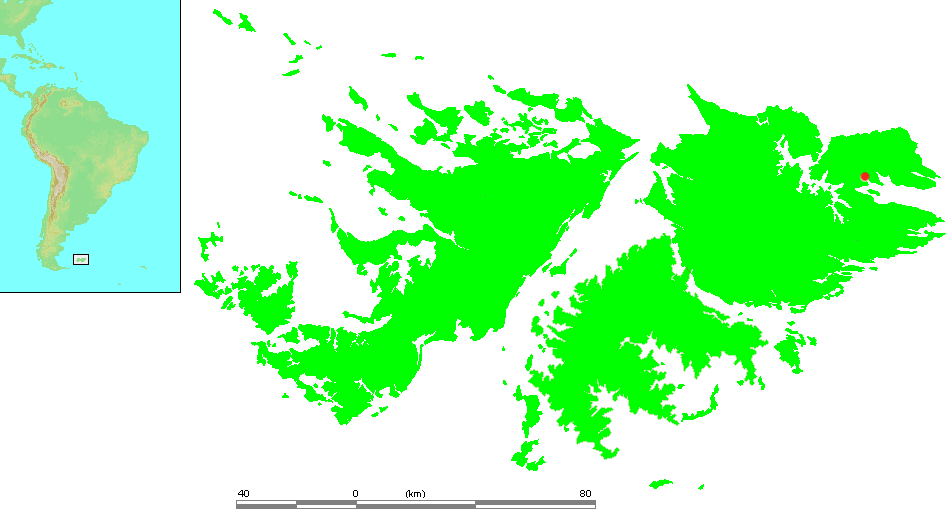
Localização de Port Louis nas Ilhas Malvinas (Falklands).

Port Louis é um assentamento no nordeste da ilha Malvina Oriental. Ele foi criado por Louis de Bougainville, em 1764, como o primeiro assentamento francês nas Ilhas Malvinas, mas foi transferido para a Espanha em 1767 e renomeado Puerto Soledad. Em espanhol, a ilha Malvina Oriental é conhecida como Isla Soledad.

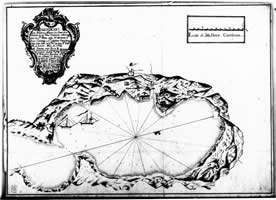
Mapa de Port Louis, mapeada em 1774 (o mapa está com o oeste na parte de cima)

## História

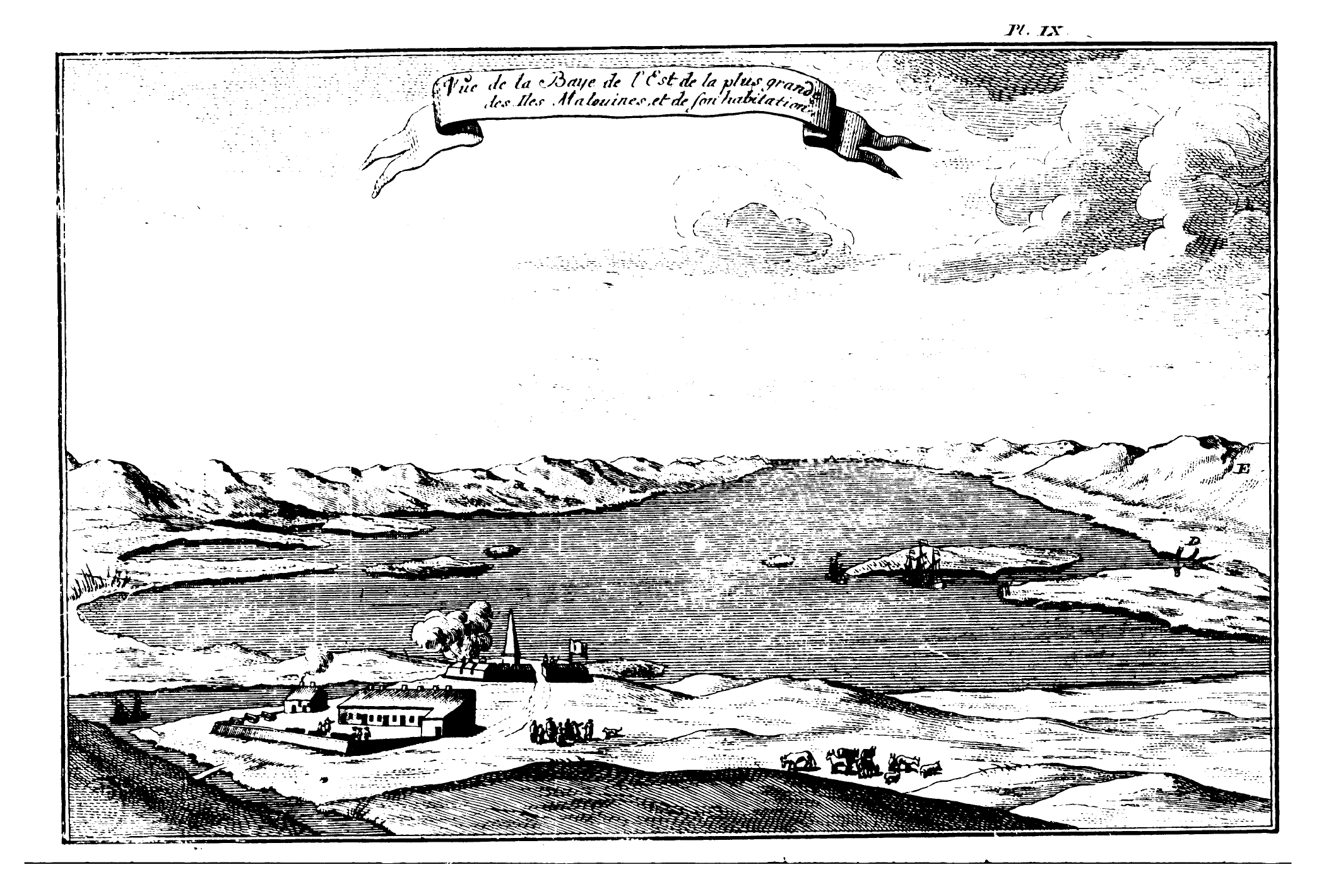
Ilustração do assentamento no período francês

O assentamento passou por várias várias mudanças de nome. Originalmente, os colonos franceses denominaram o local como Port Saint-Louis, alterado para Puerto Soledad quando os espanhóis assumiram o controle. Vernet reverteu o nome a uma versão do original nome, quando ele criou seu assentamento, Puerto Luis. Os britânicos renomearam mais uma vez o local como Anson's Harbour até o modificarem mais uma vez para o nome original francês, Port Louis.
Por um tempo, a cidade se tornou a capital das ilhas sob o domínio espanhol, cuja administração era feita a partir de Montevidéu, como posto naval (Presidio). Os espanhóis removeram o governador em 1806 a abandonaram o assentamento em 1811.
Em outubro de 1820, após danos sofridos em seu navio Heroína em meio a uma tempestade, o Coronel David Jewett, foi forçado a se refugiar em Puerto Soledad. Este foi o cume de uma desastrosa viagem de oito meses, que viu um motim e a maior parte de sua tripulação incapacitada pelo escorbuto e outras doenças. Enquanto no porto, houve outra tentativa de motim por parte da tripulação, que desejava voltar para Buenos Aires. Com muitos de seus tripulantes vitimados pelo escorbuto, Jewett, procuraram o apoio do explorador James Weddell na preparação de seu navio para o mar.
Em 6 de novembro de 1820 Jewett, levantou a bandeira das Províncias Unidas do Rio da prata (atual Argentina) em Port Louis. Weddell testemunhou a cerimônia.
Depois de descansar nas ilhas e reparar seu navio, Jewett voltou para Buenos Aires.

### Luis Vernet

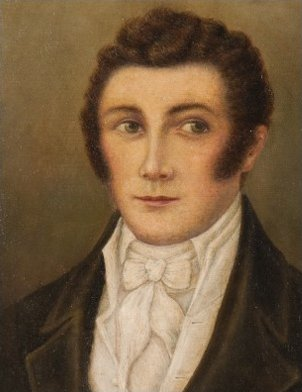
Luis Vernet.

Em 1823, as Províncias Unidas do Rio da Prata concederam os direitos de pesca a Jorge Pacheco e a Luis Vernet. A parceria de Pacheco e Vernet não durou muito, com Vernet formando uma nova empresa em 1825. Uma expedição em 1826, provou-se um fracasso: as viagens para as Ilhas foram interrompidos por um bloqueio brasileiro e o terreno pantanoso das Ilhas impediu que os gauchos trabalhassem a captura de animais selvagens em sua forma tradicional.
Em 1828, as Províncias Unidas do Rio da prata concederam a Vernet toda a Malvina Oriental, em conjunto com direitos exclusivos de pesca. Foi incluída no projeto uma cláusula que desde a fundação de uma colônia, pelo prazo de três anos, haveria isenção de impostos. Fixando-se na antiga capital espanhola de Puerto Soledad, Vernet reverteu seu nome para o original, Puerto Luis. Até 1831, a colônia foi estabelecida e publicizada para novos colonos, embora o relatório Lexington's (ver abaixo) sugira que as condições nas ilhas fossem de miserabilidade. A colônia era, em grande medida, arcaica, e o governo argentino esperava que a indicação de Vernet reforçasse econômica e politicamente a colônia, dada a sua extensa operação de negócios.
Vernet estava consciente da disputa de soberania com os britânicos. Antes das expedições, tanto a de 1826, quanto a de 1828, veio a ter tratativas com o consulado britânico com a concessão das Províncias Unidas do Rio da Prata e obteve aprovação. Ao visitar o consulado, ele expressou o desejo de que, se os britânicos voltassem à posse eles levaria a colônia sob sua proteção. Vernet também forneceu relatórios por escrito sobre a adequação das Ilhas ao Governo Britânico.

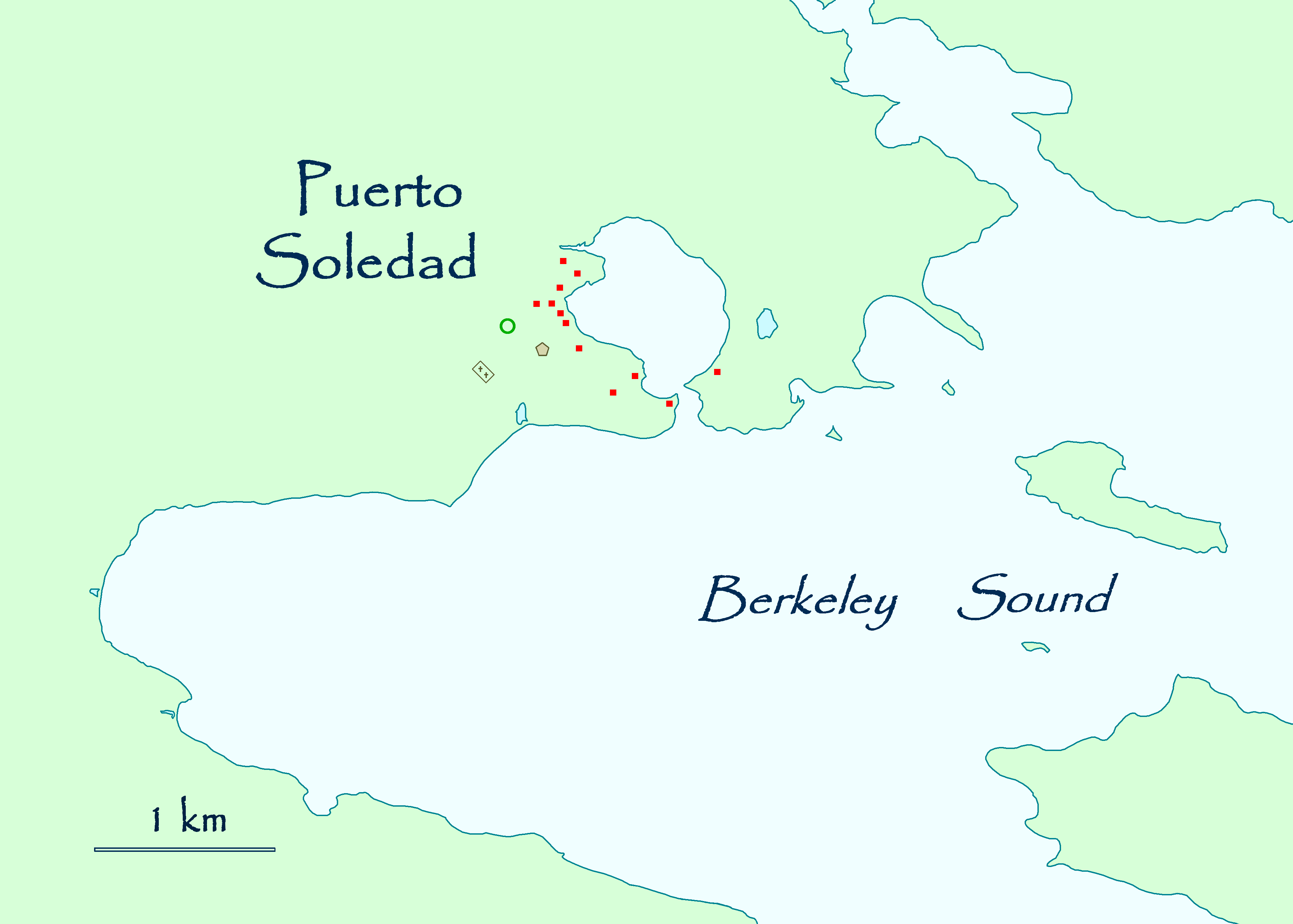
O assentamento como Puerto Soledad.

Vernet usou Puerto Soledad/Puerto Luis como base para a caça de focas. As Províncias Unidas do Rio da Prata deram-lhe concessão de Monopólio e ele tratou de fazer valer a coibição para os outros exploradores. Vernet mais tarde apreendeu o navio americano Harriet por ter violado as restrições sobre a caça às focas. As propriedades a bordo do navio foram tomadas e o capitão voltou para Buenos Aires para julgamento. Vernet também foi para o julgamento. O cônsul norte-americano para as Províncias Unidas do Rio da Prata protestou contra as ações de Vernet, afirmando que os Estados Unidos não reconheciam a sua soberania nas Malvinas. O cônsul despachou o navio de guerra USS Lexington para Puerto Luis para retomar os bens apreendidos, bem como o Superior e o Breakwater que também haviam sido apreendidos. O Lexington destruiu as armas e a Pólvora de Puerto Luis, em 1832, um ato mais tarde tolerado pelo embaixador norte-americano em Buenos Aires, que declarou as Ilhas Malvinas como res nullius ("pertencentes a ninguém"). Quarenta colonos aproveitaram a oportunidade de partir das ilhas a bordo do Lexington, deixando vinte e quatro para trás.

### Restabelecimento do domínio britânico sobre as Ilhas Malvinas

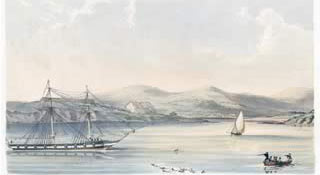
Uma vista para o porto de Port Louis, na Malvina Oriental, pelo, pelo AR Grieve

Em meio ao tumulto, os britânicos assumiram o assentamento em 1833. Em março/abril do mesmo ano, Charles Darwin visitou a região em sua viagem no HMS Beagle. Ele comentou:
Após a posse dessas ilhas em condição miserável ter sido contestada pela França, pela Espanha e pela Inglaterra, elas foram deixadas desabitadas. O governo de Buenos Aires então as vendeu a um particular, mas do mesmo modo as usou também, tal como a Espanha fizera antes, como colônia penal. A Inglaterra clamou seu direito e as tomou. Os ingleses encarregados foram assassinados. Um oficial britânico foi enviado em seguida, sem o apoio de qualquer dos poderes: e quando nós chegamos, encontramo-lo como responsável pelos habitantes, dos quais mais da metade eram rebeldes fugitivos e assassinos.— The Voyage of the Beagle
O almirante George Gray conduziu um levantamento das ilhas em 1836, e sua visão era um pouco mais positiva. Em novembro de 1846, ele escreveu:
Hoje o tempo estava bonito e Port Louis ou Solidad [sic] vista em vantagem assim que terminei meu desjejum, desembarquei com o Governador para inspecionar o estado desta pequena Colônia, situada em uma pequena baía interna, cuja casa principal é habitada pelo Tenente Smith e entre as miseráveis cabanas que a circundam parece respeitável em comparação, é embranquecida, parecendo-se com um posto preventivo na costa de Northumberland.
Após a transferência da administração para Stanley em 1845, Port Louis tornou-se o silencioso assentamento de criação de ovinos que é até hoje, conhecida por suas casas do Século XIX, aves aquáticas e aves limícolas.